# Klęskowo

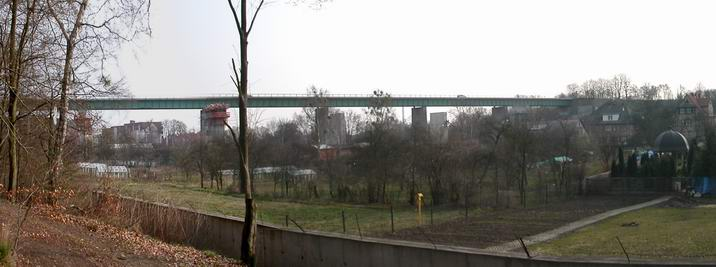
Estakada E-24 na A6 nad ul. Chłopską

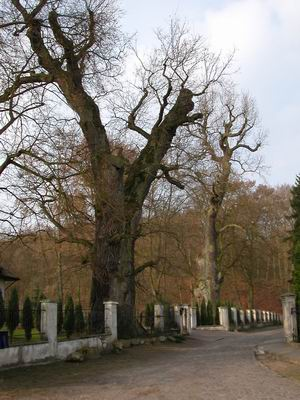
Pomnikowe Dęby Krzywoustego

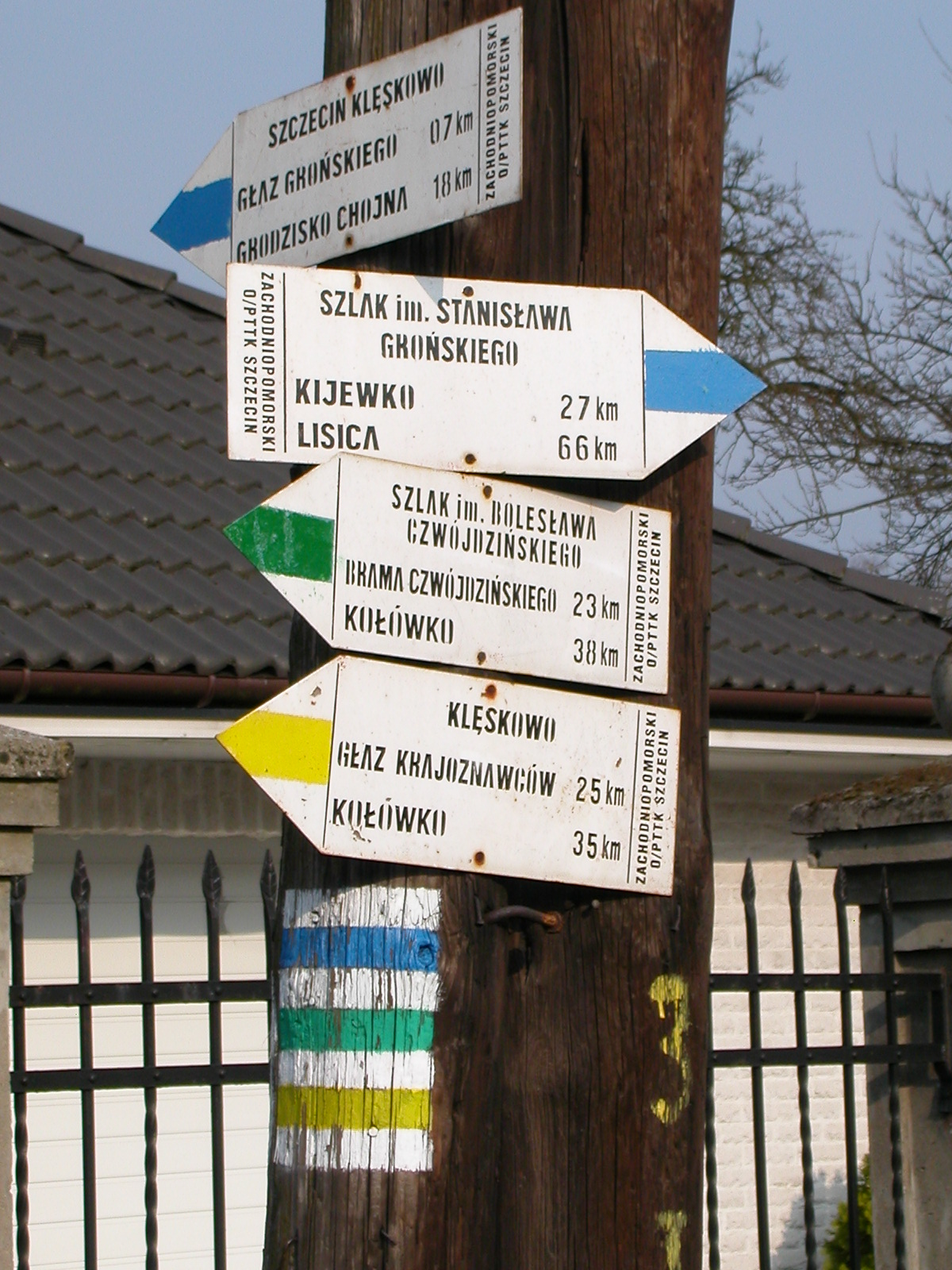
Węzeł szlaków turystycznych w Klęskowie

Klęskowo (hist. Clescow, niem. Hökendorf) – część miasta Szczecina na osiedlu Bukowe-Klęskowo, położona w południowo-wschodniej części miasta, w dolinach Rudzianki i Chojnówki.

## Historia
Klęskowo to dawna osada słowiańska, od XIII w. w posiadaniu cystersów z Kołbacza. Po uczynieniu protestantyzmu religią państwową Pomorza wskutek decyzji sejmu trzebiatowskiego a następnie sekularyzacji zakonu w 1535 roku, weszła w skład dominium książąt pomorskich.
W Klęskowie ponad doliną Rudzianki, którą biegnie ul. Chłopska, w latach 30. XX wieku zbudowano największą estakadę autostrady Berlin-Szczecin (obecnie autostrada A6) o rozpiętości 242 m i wysokości 22 m.
Podobnie jak większość prawobrzeżnych osiedli, w 1939 Klęskowo zostało włączone w granice tzw. Wielkiego Szczecina. Od tej pory jest częścią miasta z przerwą przez trzy powojenne lata (1945-1948), kiedy leżało w ówczesnym powiecie gryfińskim. Podczas walk o Szczecin w marcu 1945 zostało mocno zniszczone.

## Przyroda
- Park Leśny Klęskowo
- pomnik przyrody „Buk im. Wojciecha Lipniackiego”, buk pospolity (Fagus silvatica) o obwodzie 460 cm i wysokości 32 m.
- bliskie sąsiedztwo rezerwatu przyrody „Bukowe Zdroje” oraz Szczecińskiego Parku Krajobrazowego „Puszcza Bukowa”.

### Dęby Bolesława Krzywoustego
Pomnik przyrody przy ul. Chłopskiej 50 (nieco ponad 100 m na południe od wiaduktu autostrady). Na terenie prywatnej posesji dwa około 400-letnie dęby szypułkowe (Quercus robur) o obwodach 633 cm i 696 cm oraz wysokości 20 m.
Przy dębach węzeł znakowanych szlaków turystycznych:
- Szlak im. Stanisława Grońskiego
- Szlak im. Bolesława Czwójdzińskiego
- Szlak im. Bolesława Krzywoustego